# Tansanische Badmintonmeisterschaft
Tansanische Badmintonmeisterschaften werden zur Ermittlung der nationalen Titelträger von Tansania im Badminton seit Ende der 1960er Jahre ausgetragen. Es werden die Meister in den Disziplinen Herreneinzel, Dameneinzel, Herrendoppel, Damendoppel und Mixed  ermittelt.

## Titelträger
| Saison    | Herreneinzel   | Dameneinzel  | Herrendoppel               | Damendoppel      | Mixed                      |
| --------- | -------------- | ------------ | -------------------------- | ---------------- | -------------------------- |
| 1973      | M. Noormohamed | Yasmin Kanji | M. Noormohamed Ali Hussein | Martha Dias Olga | Arun Jobanputra M. Alibhai |
| 1974 2024 | keine Daten    | keine Daten  | keine Daten                | keine Daten      | keine Daten                |